# Фейт, Перси
Перси Фейт (англ. Percy Faith; 7 апреля 1908 — 9 февраля 1976) — американский музыкант, композитор, руководитель эстрадного оркестра. Известность ему принесли пышные оркестровые аранжировки популярных песен. Его часто считают создателем «лёгкой музыки»: его оркестр, в отличие от биг-бэндов 1940-50-х гг., опирался на классический принцип аранжирования.

## Биография
Перси Фейт родился в Торонто (Канада) в еврейской семье. С 1930-х гг. работал для Канадской радиовещательной корпорации. В 1945 году Фейт стал гражданином США. После нескольких пластинок для Decca Records Фейт перешёл на Columbia Records, на которого он записал множество альбомов, а также делал аранжировки для поп-певцов лейбла (Тони Беннет, Дорис Дэй, Гай Митчел). Параллельно Фейт записывал музыку к кинофильмам. В 1961 году он получил «Грэмми» за композицию «Theme from 'A Summer Place'».
К началу 1970-х гг. музыка Перси Фейта стала терять популярность; тем не менее, Фейт продолжал выпускать альбомы с аранжировками современных песен (The Beatles Album, Jesus Christ Superstar и Black Magic Woman и т. д.). Незадолго до смерти Фейт выпустил 2 альбома в стиле диско. 
Умер Фейт от рака в калифорнийском Энсино.